# I figli di nessuno (film 1974)
I figli di nessuno è un film del 1974 diretto da Bruno Gaburro.

## Accoglienza
Il film ottenne scarsi riscontri, sia di critica che di pubblico.

## Opere correlate
Ascrivibile al genere strappalacrime, è un remake dell'omonimo film del 1951 realizzato da Raffaello Matarazzo, che a sua volta era il rifacimento di un film del 1921 diretto da Ubaldo Maria Del Colle, già oggetto di rifacimento nel 1943 con la pellicola L'angelo bianco, diretta da Giulio Antamoro, Federico Sinibaldi ed Ettore Giannini.